# Jo Soma
Jo Soma (japanisch 相馬 丞 Soma Jo; * 15. Juni 2001 in Yamanobe, Präfektur Yamagata) ist ein japanischer Fußballspieler.

## Karriere
Jo Soma erlernte das Fußballspielen in der Jugend von Montedio Yamagata sowie in der Universitätsmannschaft der Sendai University. Seinen ersten Profivertrag unterschrieb er am 1. Februar 2024 bei seinem Jugendverein Montedio Yamagata. Der Verein aus der Präfektur Yamagata spielte in der zweiten Liga, der J2 League. Sein Zweitligadebüt gab Soma am 6. Mai 2024 (14. Spieltag) im Auswärtsspiel gegen Renofa Yamaguchi FC. Bei der 2:0-Niederlage stand er in der Startelf und spielte die kompletten 90 Minuten. In seiner ersten Profisaison bestritt er ein Zweitligaspiel sowie ein Spiel im Ligapokal. Am 1. Februar 2025 wechselte er auf Leihbasis zum Drittligisten Kagoshima United FC.